# ديفيد ماتسوموتو
ديفيد ماتسوموتو (بالإنجليزية: David Matsumoto)‏ هو عالم نفس أمريكي، ولد في 2 أغسطس 1959.

## وصلات خارجية
- الموقع الرسمي